# Мартагон гибриды

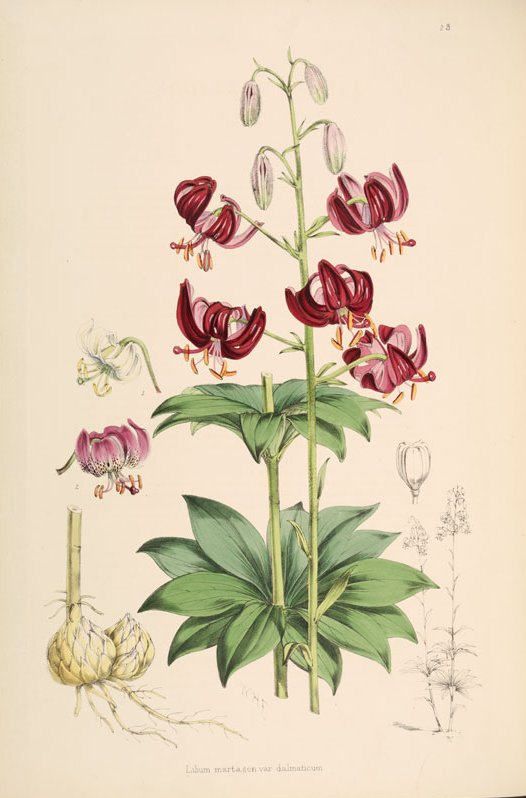
Ботаническая иллюстрация Lilium martagon

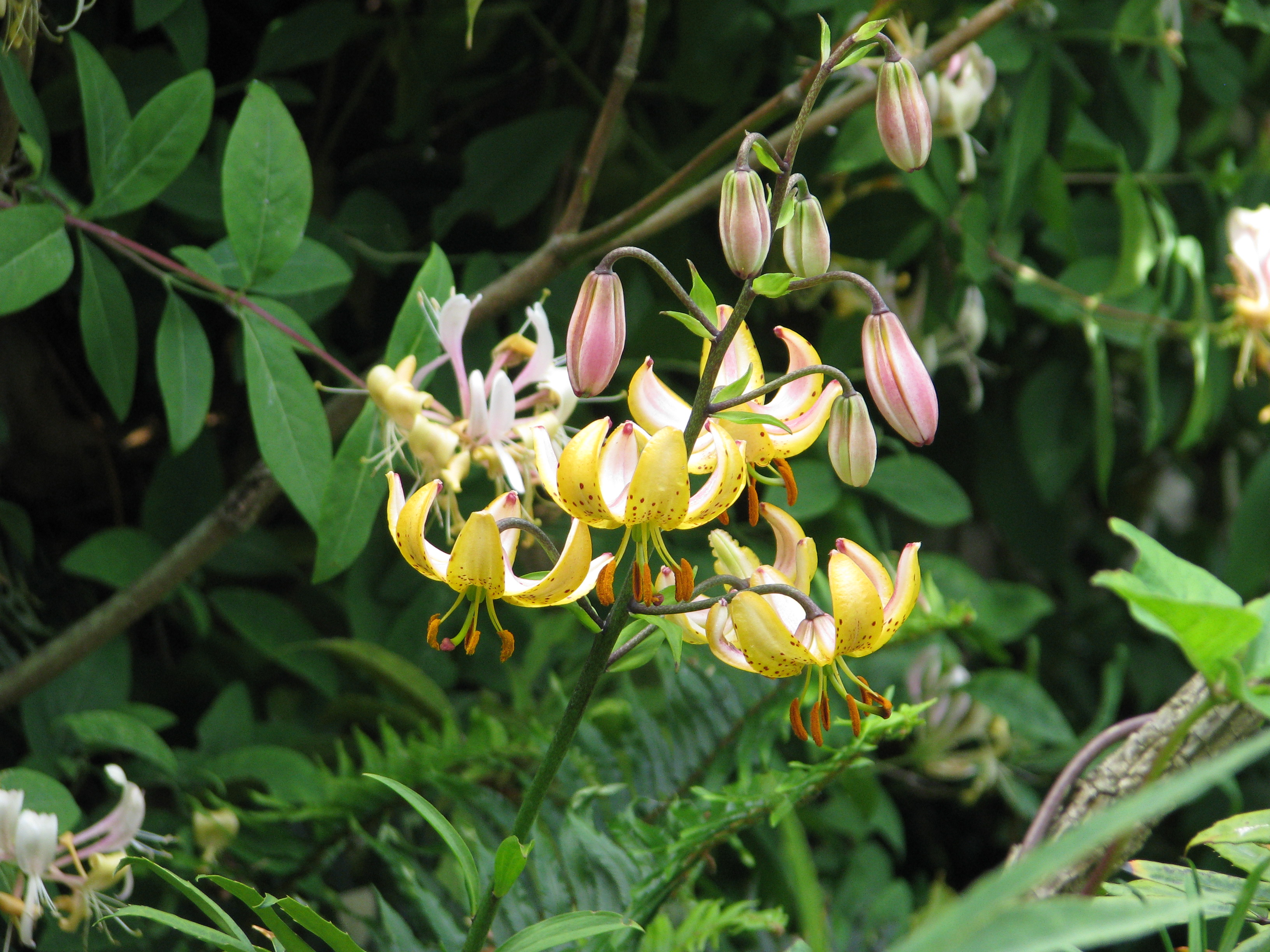
Lilium 'Mrs. R. O. Backhouse'

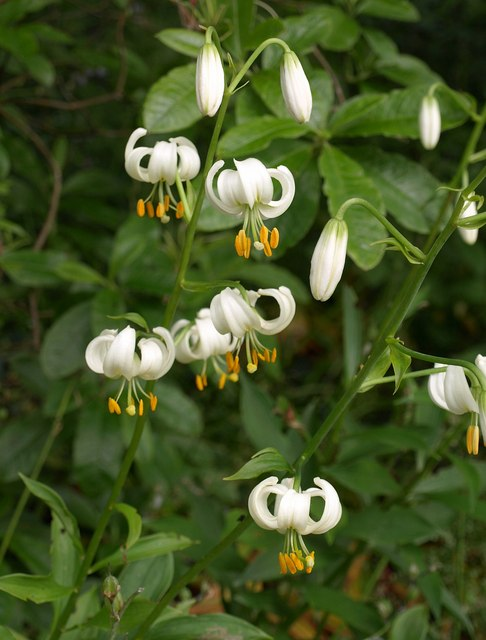
Lilium martagon var. album

Мартагон гибриды (англ. The Martagon Hybrids) — один из разделов сортов лилий по классификации третьего издания Международного регистра лилий (The International Lily Register. Third Edition. The Royal Horticultural Society. London, 1982).
В раздел включены сорта происходящие от форм и разновидностей составляющих одноименную секцию (Sect. Martagon): лилии кудреватой или мартагон (лат. Lílium mártagon), Хансона (лат. Lílium hansonii), медеоловидной (лат. Lílium medeoloides), двурядной (лат. Lílium distichum) и тсингтаутской (лат. Lílium tsingtaense). В основном скрещивания проводились между лилией кудреватой, включая её разновидности, и лилией Хансона.
Внутри раздела выделяют некоторые группы: Мархан (англ. Marhan), Бэкхауз гибриды (англ. Backhouse Hybrids), Пэйсли (англ. Paisley). Сорта отличаются морозостойкостью, высокорослостью и чалмовидными, поникшими цветками разнообразных нежных окрасок.
Мартагон гибриды декоративны, отличаются разнообразной окраской, многоцветковостью (от 30 до 50 цветков), тонким ароматом и изяществом формы цветков. Растения, как правило мощные, обладают высокой зимостойкостью, устойчивостью к грибным и вирусным болезням и долговечностью луковицы (до 30 и более лет). К недостаткам можно отнести: длительный ювенильный период (6—7 лет), низкий коэффициент размножения, слаборазвитые надлуковичные корни, осложняющие пересадку. Так как перечисленные недостатки характерны для всех сортов раздела Мартагон гибридов, то дальнейший прогресс в селекции и увеличении доли коммерческих сортов этого раздела в сортименте лилий возможен лишь при отдаленной гибридизации с сортами других разделов.

## История
Первый гибрид получен в 1886 году в Голландии Ван-Тубергеном от скрещивания лилии кудреватой белой с лилией Гансона. Гибридная группа получила название Мархан. В эту группу входят следующие сорта: Элен Вилмотт ('Elen Villmott') со светло-оранжевыми цветками, Г. Ф. Вильсон ('G. F. Vilson') с лимонно-жёлтыми цветками, Е. И. Элвс ('Е. I. Elvs') с бронзово-оранжевыми цветками. Позже в Голландии от аналогичного скрещивания были получены Бэкхауз-Гибриды, над улучшением которых работала Орегонская фирма, где были получены сорта Эчивмент ('Achivement'), Гей Лайте ('Gey Lights') селекционером Яном де Графом.

## Сорта
По данным на 2011 год зарегистрировано более 200 сортов мартагон гибридов.
Список по данным сайта The Online Lily Register и другим источникам.
- 'Achievement'
- 'Akimina'
- 'Alberta Sunrise'
- 'Amelita'
- 'Andenken an Carl Feldmaier'
- 'Arabian Night'
- 'Arabian Knight'
- 'Ariel'
- 'Aristocrat'
- 'Aspen Gold'
- 'Attiwaw'
- 'Autumn Color'
- 'Autumn Harvest'
- 'Backhouse Hybrids'
- 'Ballerina'
- 'Bendick'
- 'Black Prince'
- 'Blotchwood'
- 'Bornholm'
- 'Briana'
- 'Brocade'
- 'Brotsing'
- 'Brunswiek'
- 'Burnt Orange'
- 'Butter and Sugar'
- 'Cadense'
- 'Calmar Cloud'
- 'Canary Swing'
- 'Carolyn Rollison'
- 'Cascading Glory'
- 'Chameleon'
- 'Charlene'
- 'Chernova'
- 'Cherry Marble'
- 'City Lights'
- 'Claude Shride'
- 'Congo Capers'
- 'Corneils Yellow'
- 'Cranberry Dancer'
- 'Dairy Maid'
- 'Dalhanex'
- 'Dalhanse'
- 'Dancing Doll'
- 'Dereham Variety'
- 'Desdemona'
- 'Devon Dots'
- 'Dewberry'
- 'Dixie'
- 'Dusky Chief'
- 'Early Bird'
- 'Elaine Garrad'
- 'Ellen Field'
- 'Ellen Willmott'
- 'Elysian'
- 'Emily Harrison'
- 'Exspandable'
- 'Fairy Jewel Hybrids'
- 'Filibuster'
- 'Flavella'
- 'Frank Miles'
- 'Fred Tarlton'
- 'Frontier'
- 'G.F.Wilson'
- 'Garnet Crystals'
- 'Gay Lights'
- 'Glacier'
- 'Glynis'
- 'Golden Green'
- 'Golden Orb'
- 'Goldstar'
- 'Guinea Gold'
- 'H.J. Elwes'
- 'Hantsing'
- 'Harvest Gem'
- 'Helsinki'
- 'Hilde Haber'
- 'Honeyboy'
- 'Indian Chief'
- 'Irish Cream'
- 'Ivorine'
- 'Ivory Gem'
- 'Ivory Jewel'
- 'J.S.Dijt'
- 'Jacques S. Dijt'
- 'Jennifer Evans'
- 'Jaydene'
- 'Jersey'
- 'Juanita'
- 'Juliet'
- 'Jupiter'
- 'Kalna Karalis'
- 'Kiara'
- 'Komet Hybrids'
- 'Kometex'
- Lilium ×dalhansonii Powell
- Lilium ×marmed Wilson
- 'Lady Limeheart'
- 'Larissa'
- 'Lavender Lady'
- 'Lemon Queen'
- 'Lemon Spice'
- 'Lightning Bug'
- 'Lilac Surf'
- 'Lilit'
- 'Lois Hole'
- 'Lusher'
- 'Madeline Holloway'
- 'Mahdi'
- 'Mahogany Bells'
- 'Mandarin'
- 'Manitoba Morning'
- 'Manitoba Fox'
- 'Marble Queen'
- 'Margaret Mauve'
- 'Marguerite Mary'
- 'Marhan Group'
- 'Marhanex'
- 'Maroon King'
- 'Maroon Velvet'
- 'Marta'
- 'Martanka'
- 'Marty Bronze'
- 'Marty Gold'
- 'Mary Liss'
- 'Mary Swaythling'
- 'Max Leichtlin'
- 'Mildred’s Pearl'
- 'Mondschein'
- 'Moonyeen'
- 'Morellentsing'
- 'Morning Melody'
- 'Motley'
- 'Mrs. R. O. Backhouse'
- 'Nancy'
- 'Neozhidannost'
- 'Nepera'
- 'Northern Explorer'
- 'Ophelia'
- 'Orange Marmalade'
- 'Orchid'
- 'Orchid Gem'
- 'Orchid Lady'
- 'Ozelot'
- 'Painted Lady Hybrids'
- 'Paisley Hybrids'
- 'Paisley Showers'
- 'Panther'
- 'Pantrillis'
- 'Pink Attraction'
- 'Pink Coral Belle'
- 'Pink Show'
- 'Pink Starfish'
- 'Pink Stony'
- 'Pink Taurade'
- 'Port Sunlight Hybrids'
- 'Port Wine'
- 'Prairie Gem'
- 'Primadonna'
- 'Prisilla'
- 'Progetors Group'
- 'Proveyors Group'
- 'Puenktchen'
- 'Queen of Night'
- 'Raspberry Delight'
- 'Red Gauntlet'
- 'Red Velour'
- 'Redman'
- 'Redpath'
- 'Redwine'
- 'Roja'
- 'Romeo'
- 'Rosa Falter'
- 'Rosalinda'
- 'Rosaline'
- 'Rose Arch Fox'
- 'Rose Dale Hybrids'
- 'Rose Tattoo'
- 'Rosemist'
- 'Royal Bright'
- 'Saint Michaelis'
- 'Sarcee'
- 'Sarmanta'
- 'Sceptre'
- 'Schonholzer Heide'
- 'Shaftesbury Hybrid'
- 'Shantung'
- 'Silverado'
- 'Slate's Morning'
- 'Slate's Select'
- 'Sonnwendfeuer'
- 'Sontsing'
- 'Sparkler'
- 'Sprenkelinchen'
- 'St. Nicholas'
- 'Stadt Hof'
- 'Stormy Sunset'
- 'Strawberry Frost'
- 'Sunset Glow'
- 'Super Tsing'
- 'Sutton Court'
- 'Sweet Betsy'
- 'Swinging Safari Group'
- 'Terrace City Hybrids'
- 'Theodor Haber'
- 'Towering Delight'
- 'Townhill Variety'
- 'Trankovsky'
- 'Tribute-to-Norgart'
- 'Trinita'
- 'Tsing'
- 'Tsingense'
- 'Tsinson'
- 'Vanilla Baby'
- 'Venetia Brewis'
- 'W.O.Backhouse'
- 'Warm Traces'
- 'White Beauty'
- 'Whitewood'
- 'Windsong Hybrids'
- 'Yellowwood'
- 'Zitronengloeckchen'
- 'Zlatice'
- 'Zvaigznu Varti'
- 'Zvanu Tornis'

## Агротехника
Предпочитает хорошо дренированные, богатые гумусом, слегка кислые (рН 6), или слегка щелочные (рН 7) почвы. Место посадки: полутень, мозаичная тень, между кустарниками, или на полном солнце. Место посадки не должно продуваться сильными ветрами во избежание повреждения побегов.
При благоприятных условиях выращивания, лилии этой группы зацветают в возрасте от 3 до 4 лет.  Цветение и плодоношение лилии кудреватой начинается в 4—7 летнем возрасте. Активный рост корневой системы наблюдается в августе и сентябре. Если в это время в грунте недостаточно влаги, корни не отрастают и многие луковицы не образуют вегетативных побегов весной следующего года. Поэтому посадка приобретённых луковиц и пересадка должны осуществляться в августе и сентябре. Лучшим временем посадки и пересадки считается период с середины до конца августа. Глубина посадки 10 см до 15 см. Согласно другому источнику: глубина посадки для взрослой луковицы 20—25см от донца, но при этом глубину посадочной ямы надо делать в два раза больше, поскольку корневая система у этих лилий относительно мощная.

## Размножение
Для посева используют свежесобранные семена, так как они обладают наиболее высокой всхожестью. Хранение семян при комнатной температуре в течение 2—3 лет резко снижает их всхожесть. Поэтому длительное хранение семян лилий возможно только при пониженной температуре (2...4°С) в холодильнике.
В лабораторных условиях семена лилии кудреватой прорастают на 9—10 день при температуре 20 °С. Прорастание семян подземное: проросток ведет в первый год подземный образ жизни. При осеннем посеве семян в течение следующего лета в почве образуются небольшие проростки с почечкой и корнем. В июне-июле нижняя часть черешка семядоли заметно утолщается. В пазухе влагалища семядоли формируется почечка. В дальнейшем она увеличивается и значительно удлиняется корень. В конце лета почечка состоит из 2—3 утолщенных чешуй и зачаточного листочка с точкой роста у его основания. К осени формируется один корешок длиной от 4 до 7 см с 2—3 боковыми разветвлениями в нижней части. Более утолщенные корешки с поперечными морщинами выполняют функцию втягивающих корней. На следующий год весной на поверхность почвы выходит один-единственный лист. На втором году надземной жизни лист приобретает овально–заострённую или яйцевидную форму (длина с черешком 8—10 см, ширина 2—3 см). На втором-третьем году жизни появляются два листочка. В трехлетнем возрасте формируется стебель высотой 12—25 см.
Семена сеют в грунт под зиму, в сентябре-октябре. В комнатных условиях процесс проращивания семян можно сократить. Субстрат: в равных соотношениях смешивают толченый древесный уголь, мелко нарезанный сфагнум и торф. Через 2,5—3 месяца при комнатной температуре образуются луковки. После чего растения переставляют в холодильник. В холодильнике примерно столько же времени проходит до образования маленьких тоненьких листиков. Начало образования листиков – это время высадки маленьких луковок, пикирования. 
У лилии мартагон дочерние луковки могут образовываться как в области донца, так и в области стеблевых, то есть надлуковичных, корней. Детки, которые образуются в области надлуковичных корней, можно аккуратно раскопать, достать и отсадить, ну а образовавшиеся в области донца можно отделить только при выкопке луковицы целиком.
Чешуйкование – самый эффективный способ размножения. Считается, что снятие чешуй наиболее эффективно в период от начала вегетации до цветения, когда еще не исчерпан запас питательных веществ прошлого года. Для жизни луковицы безопасно снимать до 2/3 чешуй. Оптимально использовать молодые толстые чешуйки – это примерно второй-третий слой. У каждой чешуйки должен быть фрагмент донца. Субстрат – либо увлажнённый вермикулит, либо это мелко нарезанный сфагнум, либо торф. При комнатной температуре и периодическом увлажнении, проветривании, наблюдении чешуйки лежат около двух месяцев. После появления маленькой луковки чешуйки в этом же субстрате убирают в холодильник. Весной луковички высаживают в грунт. В зависимости от сорта, лилии из чешуек зацветают на четвертый-пятый год.
Садовые формы лилий, как правило, отличающиеся высокой степенью гетерозиготности при семенном размножении, образуют сеянцы, различные по окраске и форме цветков, по высоте и срокам цветения растений. Происходит расщепление основных признаков исходного сорта. В связи с этим все сорта лилий размножают только вегетативным способом.

## Болезни и вредители
Мартагон гибриды легко поражаются фузариозом (Fusarium oxysporum Schl.), серой гнилью луковичных (Botrytis elliptica), а также гнилями вызываемыми Botrytis cinerea, Botrytis liliorum, но устойчивы к заболеваниям поражающим листья. Первыми симптомами могут быть бледные овальные пятна на листьях и стеблях, которые превращаются красно-коричневые. Позже могут быть затронуты бутоны и цветки. Листья и стебли буреют и отмирают. Глубоко сидящие луковицы обычно не повреждаются. Наиболее часто поражение гнилью случается в дождливую или туманную погоду, особенно в конце мая и начале июня. Оптимальная температура роста для этого гриба 18—24 °C, но он может расти и при низких температурах 0—10 °C.
Профилактика: разреженные посадки; выращивание в местах с хорошей циркуляцией воздуха, если это возможно, на полном солнце; сжигание или удаление за пределы сада образующихся осенью растительных остатков лилий; обработка растений и окружающего грунта препаратами на основе медного купороса в конце октября, фитоспорин (две-три обработки с интервалом в две неделе при температуре выше +10°С — 14°С, проливая почву) и триходермин.
Лилейная муха (Liriomyza urophina). Её личинки развиваются в бутонах и выедают их изнутри. В лучшем случае, цветки, которые разворачиваются, деформированы, в худшем случае — полностью отсутствуют. Разницу между здоровым и пораженным бутоном видно невооруженным глазом: бутон светлеет, он не набирает размер, в месте прикрепления к цветоножке появляется коричневый ободок. Меры борьбы: сбор еще не опавших пораженных бутонов и их уничтожение в костре. Эффективна обработка системными инсектицидами (Актара, Конфидор, Моспилан). Концентрация системных инсектицидов для полостных паразитов должна быть в 2-5 раз выше, чем для листогрызущих. 
Трещалка лилейная (Lilioceris lilii). Личинки развиваются на нижней поверхности листьев, поедая их от кончика к месту прикрепления к стеблю. В качестве средств борьбы рекомендуется ручной сбор жуков и их личинок, а также применение инсектицидов.
Также из вредителей отмечены луковичный клещ (Rhizoglyphus echinopus), журчалки